# Хальзова, Валентина Олеговна
Валентина Олеговна Хальзова (род. 16 января 1997) — казахстанская спортсменка-боксёр, заслуженный мастер спорта Республики Казахстан (2016).

## Достижения
Чемпионка Казахстана (2016, 2017) 

Бронзовый призёр Спартакиады РК (2015) 

Чемпионка мира (2016). 

Серебряный призёр чемпионата Азии по боксу (2017) 

Бронзовый призёр юниорского чемпионата мира (2013)